# 75 Ceti
75 Ceti, som är stjärnans Flamsteed-beteckning, är en ensam stjärna belägen i den norra delen av stjärnbilden Valfisken och har minst en planet. Den har en skenbar magnitud på 5,36 och är svagt synlig för blotta ögat där ljusföroreningar ej förekommer. Baserat på parallaxmätning inom Hipparcosuppdraget på ca 12,0 mas, beräknas den befinna sig på ett avstånd på ca 271 ljusår (ca 83 parsek) från solen. Den rör sig närmare solen med en heliocentrisk radialhastighet på ca –6 km/s.

## Egenskaper
75 Ceti är en orange till gul jättestjärna av spektralklass K1 III och är en stjärna i röda klumpen som anger att den befinner sig på horisontella jättegrenen och genererar energi genom termonukleär fusion av helium efter att ha förbrukat förrådet av väte i dess kärna. Den har en massa som är ca 1,9 solmassor, en radie som är ca 11 solradier och utsänder från dess fotosfär ca 56 gånger mera energi än solen vid en effektiv temperatur av ca 4 800 K.
En omkretsande planet upptäcktes genom Dopplermätningar vid Okayama Astrophysical Observatory och tillkännagavs 2012. Dess upptäckare ser planeten, kallad 75 Ceti b, som "typisk" för gasjättar. Planeten har en massa som är större än tre jordmassor, en omloppsperiod på ca 692 dygn och en excentricitet på 0,117.